# Matteucci-Medaille

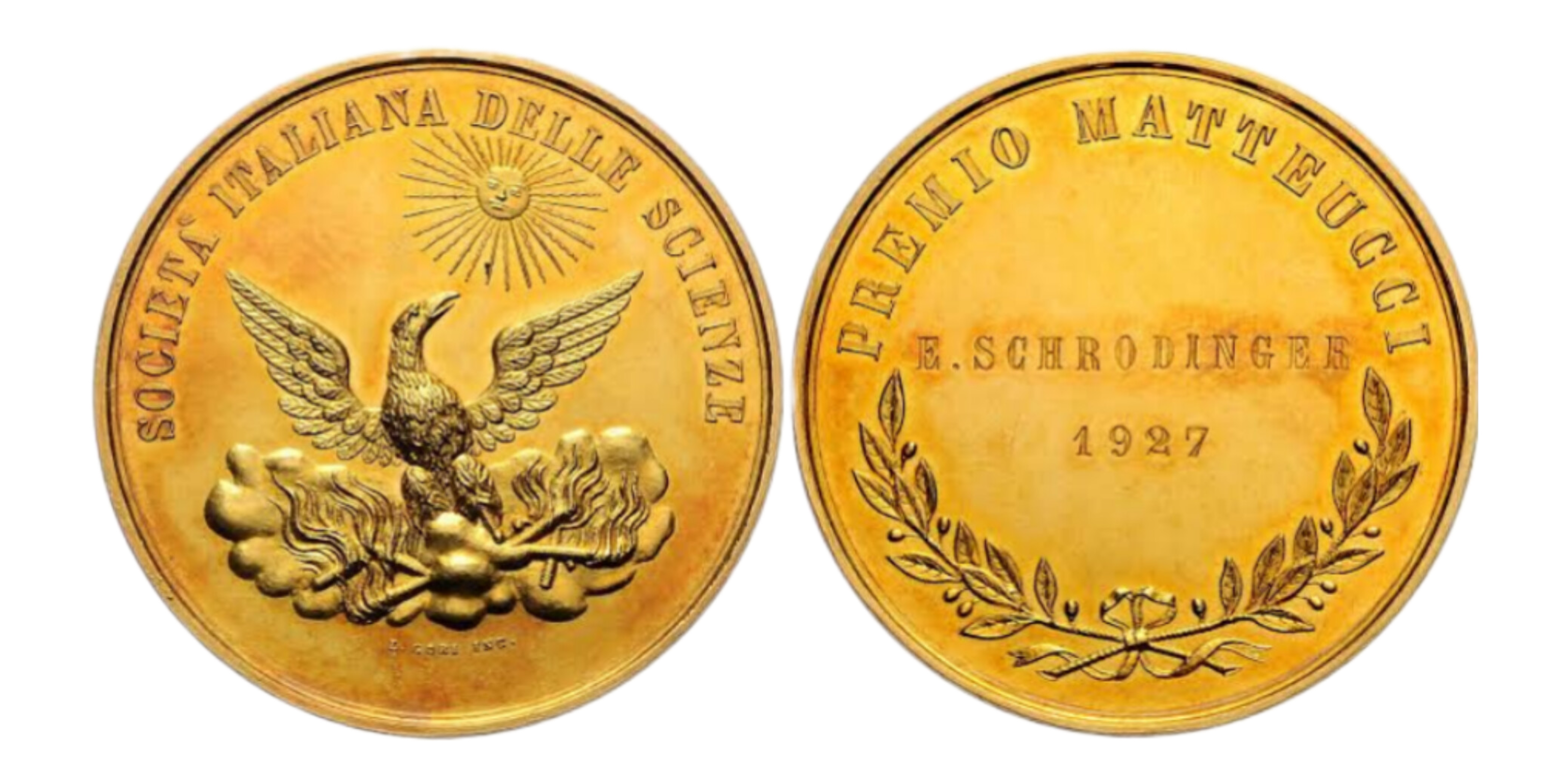
Matteucci-Medaille

Die Matteucci-Medaille (ital. Medaglia Matteucci) ist nach dem italienischen Physiker Carlo Matteucci (1811–1868) benannt, der sie auch initiiert hatte.
Sie wird jährlich von der Accademia Nazionale delle Scienze an Physiker verliehen, die grundlegende Beiträge zur Wissenschaft lieferten. Am 10. Juli 1870 verlieh König Viktor Emanuel II. per Dekret der Akademie das Recht, den von Matteucci gestifteten Preis zu verleihen. Die Medaille gehört zu den ältesten Wissenschaftspreisen.

## Liste der Preisträger

### 19. Jahrhundert
- 1868 Hermann Helmholtz (1821–1894)
- 1875 Henri Victor Regnault (1810–1878)
- 1876 William Thomson, 1. Baron Kelvin (1824–1907)
- 1877 Gustav Robert Kirchhoff (1824–1887)
- 1878 Gustav Heinrich Wiedemann (1826–1899)
- 1879 Wilhelm Eduard Weber (1804–1891)
- 1880 Antonio Pacinotti (1841–1912)
- 1881 Emilio Villari (1836–1904)
- 1882 Augusto Righi (1850–1920)
- 1887 Thomas Alva Edison (1847–1931)
- 1888 Heinrich Hertz (1857–1894)
- 1894 John William Strutt, 3. Baron Rayleigh (1842–1919)
- 1895 Henry Augustus Rowland (1848–1901)
- 1896 Wilhelm Conrad Röntgen (1845–1923) und Philipp Lenard (1862–1947)

### 20. Jahrhundert
- 1901 Guglielmo Marconi (1874–1937)
- 1903 Albert A. Michelson (1852–1931)
- 1904 Marie Curie (1867–1934) und Pierre Curie (1859–1906)
- 1905 Henri Poincaré (1854–1912)
- 1906 James Dewar (1842–1923)
- 1907 William Ramsay (1852–1916)
- 1908 Antonio Garbasso (1871–1933)
- 1909 Orso Mario Corbino (1876–1937)
- 1910 Heike Kamerlingh Onnes (1853–1926)
- 1911 Jean-Baptiste Perrin (1870–1942)
- 1912 Pieter Zeeman (1865–1943)
- 1913 Ernest Rutherford (1871–1937)
- 1914 Max von Laue (1879–1960)
- 1915 Johannes Stark (1874–1957)
- 1915 William Henry Bragg (1862–1942) und William Lawrence Bragg (1890–1971)
- 1917 Antonino Lo Surdo (1880–1949)
- 1918 Robert Williams Wood (1868–1955)
- 1919 Henry Moseley (1887–1915)
- 1921 Albert Einstein (1879–1955)
- 1923 Niels Bohr (1885–1962)
- 1924 Arnold Sommerfeld (1868–1951)
- 1925 Robert Andrews Millikan (1868–1953)
- 1926 Enrico Fermi (1901–1954)
- 1927 Erwin Schrödinger (1887–1961)
- 1928 C. V. Raman (1888–1970)
- 1929 Werner Heisenberg (1901–1976)
- 1930 Arthur Holly Compton (1892–1962)
- 1931 Franco Rasetti (1901–2001)
- 1932 Frédéric Joliot-Curie (1900–1958) und Irène Joliot-Curie (1897–1956)
- 1956 Wolfgang Pauli (1900–1958)
- 1975 Bruno Touschek (1921–1978)
- 1978 Abdus Salam (1926–1996)
- 1979 Luciano Maiani (* 1941)
- 1980 Gian-Carlo Wick (1909–1992)
- 1982 Rudolf Peierls (1907–1995)
- 1985 Hendrik Casimir (1909–2000)
- 1987 Pierre-Gilles de Gennes (1932–2007)
- 1988 Lew Borissowitsch Okun (1929–2015)
- 1989 Freeman Dyson (1923–2020)
- 1990 Jack Steinberger (1921–2020)
- 1991 Bruno Rossi (1905–1993)
- 1992 Anatole Abragam (1914–2011)
- 1993 John Archibald Wheeler (1911–2008)
- 1994 Claude Cohen-Tannoudji (* 1933)
- 1995 Tsung-Dao Lee (1926–2024)
- 1996 Wolfgang Panofsky (1919–2007)
- 1998 Oreste Piccioni (1915–2002)

### 21. Jahrhundert
- 2001 Theodor Hänsch (* 1941)
- 2002 Nicola Cabibbo (1935–2010)
- 2003 Manuel Cardona (1934–2014)
- 2004 David Ruelle (* 1935)
- 2006 Giorgio Bellettini (* 1934)
- 2016 Adalberto Giazotto (1940–2017)
- 2017 Marco Tavani (* 1957)
- 2018 Gianluigi Fogli (* 1940)
- 2019 Federico Capasso (* 1949)
- 2020 Massimo Inguscio (* 1950)
- 2021 Amos Maritan
- 2022 Jocelyn Bell Burnell (* 1943)
- 2023 Francesco De Martini
- 2024 Helen Quinn (* 1943)
- 2025 Francesca Matteucci[1]